# Прем'єр-міністр Нідерландів

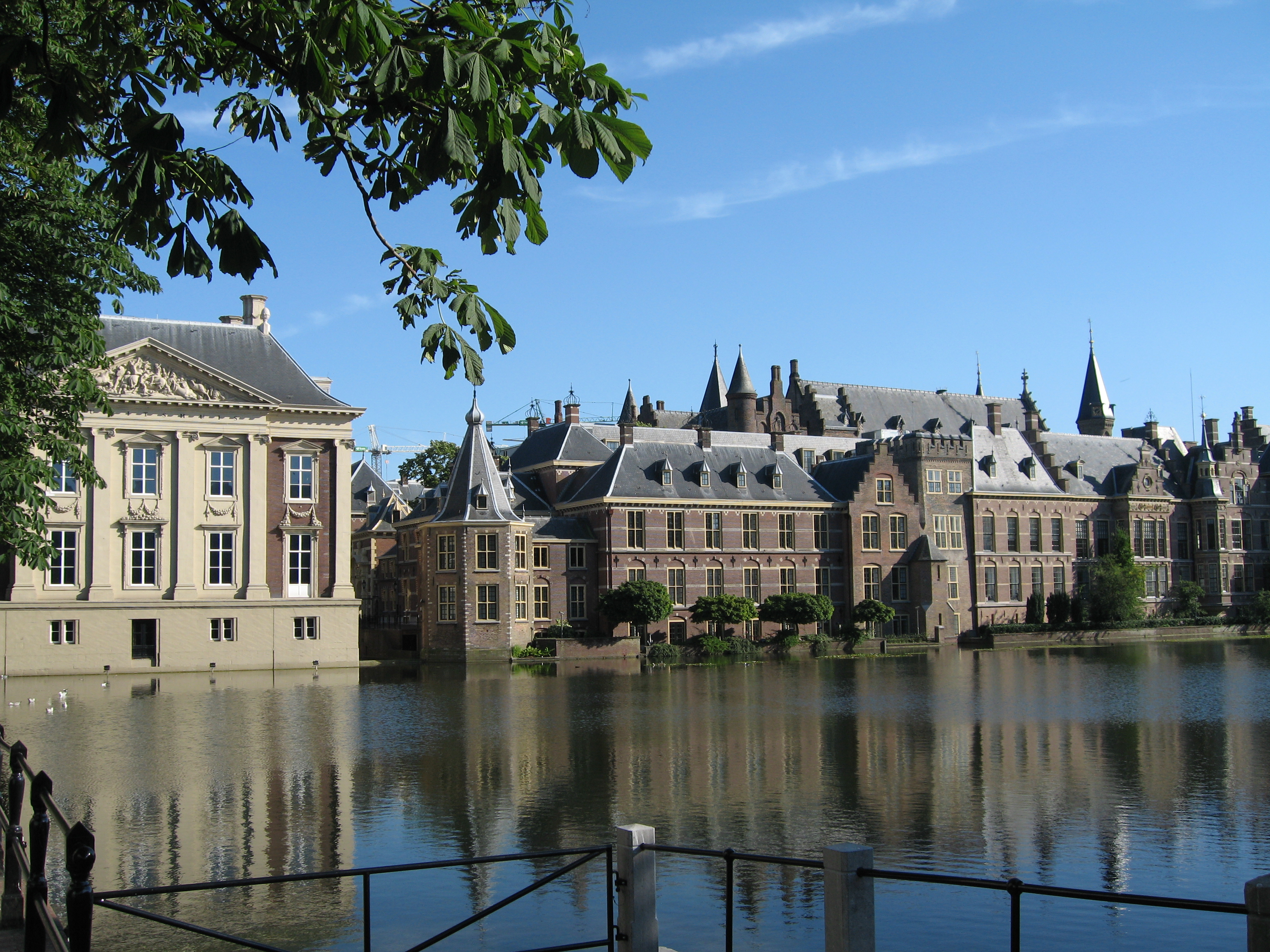
Урядовий комплекс Бінненгоф у Гаазі. У центрі — будівля Міністерства з загальних питань, ліворуч у центрі — вежа Торентьє — офіс прем'єр-міністра

Прем'єр-міністр Нідерландів (Помилка Lua у Модуль:Lang у рядку 1414: attempt to call field 'is_Cyrillic' (a nil value).) — глава уряду і виконавчої влади Нідерландів, який призначається королем.
Прем'єр-міністр і члени уряду призначаються і звільняються з посади указом короля. Зазвичай є лідером партії, що має найбільшу фракцію у Другій нижній палаті Генеральних штатів. З 1937 року також є міністром із загальних питань.
Посада прем'єр-міністра була заснована Конституцією 1848; до цього уряд очолював король. До 1901 року, а формально до 1945 року, посаду прем'єр-міністра обіймали по черзі різні міністри.
Прем'єр-міністр головує на щотижневих засіданнях уряду і має право встановлювати порядок денний цих засідань. Він також щотижня зустрічається з королем для узгодження політики уряду. Рада міністрів розглядає і ухвалює рішення з питань загальної політики уряду та сприяння його діяльності. Указ короля про призначення прем'єр-міністра, а також про призначення або звільнення з посади міністрів та державних секретарів контрасигнуються прем'єр-міністром.
Офіс прем'єр-міністра розташований у малій вежі (Помилка Lua у Модуль:Lang у рядку 1414: attempt to call field 'is_Cyrillic' (a nil value).) комплексу урядових будівель Бінненгоф в Гаазі, а офіційна резиденція (використовується з 1963 року тільки для офіційних зустрічей і прийомів) — у палаці Катсгейс поблизу Гааги.
Посаду прем'єр-міністра обіймає з 2010 року та протягом чотирьох термінів Марк Рютте з Народної партії за свободу і демократію (VVD). У 2023 році Рютте подав у відставку та не балотувався на дострокових парламентських виборах, але продовжує виконувати обов'язки до формування нової коаліції. Новий прем'єр-міністр Дік Схоф був приведений до присяги 2 липня 2024 року.